# Теорема Аполлония

Зелёное + Голубое = Красное

В планиметрии теорема Аполлония является формулой, выражающей длину медианы треугольника через его стороны.
В частности, если в каком-либо треугольнике ABC медиана AD, то
{\displaystyle AB^{2}+AC^{2}=2(AD^{2}+BD^{2}).}
Это частный случай теоремы Стюарта. Для равнобедренного треугольника теорема сводится к теореме Пифагора. Из факта, что диагонали параллелограмма делят друг друга пополам, можно доказать, что теорема эквивалентна тождеству параллелограмма.
Теорема называется в честь Аполлония Пергского.

## Доказательство

Доказательство теоремы Аполлония

Теорема может быть доказана как особый случай теоремы Стюарта или с помощью векторов (см. тождество параллелограмма). Ниже приводится независимое доказательство, использующее теорему косинусов.
Пусть стороны треугольника a, b, c, а медиана d проведена к стороне a треугольника. Пусть m — длина отрезков a, образованных медианой, то есть m составляет половину a. Пусть углы между a и d — θ и θ′, где θ содержит b и θ′
содержит c. Затем, θ′ является смежным углом к θ и cos θ′ = −cos θ. Теорема косинусов для θ и θ′ гласит:
{\displaystyle {\begin{aligned}b^{2}&=m^{2}+d^{2}-2dm\cos \theta \\c^{2}&=m^{2}+d^{2}-2dm\cos \theta '=\\&=m^{2}+d^{2}+2dm\cos \theta .\,\end{aligned}}}
Сложив эти уравнения, получим
{\displaystyle b^{2}+c^{2}=2m^{2}+2d^{2}}
как и требовалось.